# Neolibertarismo
Il neolibertarismo (neolibertarianism o neo-libertarianism in lingua inglese) è una corrente politica-filosofica della politica statunitense presente nel Partito Repubblicano.
I suoi membri vengono definiti "republitarians" (neologismo nato da Larry Elder, esponente dichiarato del neolibertarismo, dalla fusione dei termini Repubblicano e Libertariano) aderenti presso il Republican Liberty Caucus (RLC, l'assemblea dei Repubblicani libertari) benché non tutti i libertari Repubblicani aderenti a tale Caucus si riconoscano nei contenuti programmatici del neolibertarismo (si veda ad esempio le idee libertarie-repubblicane non-interventiste di Ron Paul aderente RLC).
Il neolibertarismo coniuga e fonde principi del libertarianismo miniarchico, dell'oggettivismo e del neoconservatorismo.
I neolibertari sono favorevoli al libero mercato, alla presenza di uno stato minimo (nei settori interni della difesa militare, sicurezza interna e giustizia) e sono propensi a giustificare l'interventismo militare degli Stati Uniti nella politica estera, descrivendosi come "filo-capitalisti conservatori" o "libertari che sostengono la guerra al terrore".
Il termine è un neologismo che deriva ufficialmente da una iniziativa sulla piattaforma blogger QandO  da parte di Dale Franks, Bruce McQuain e Jonathan Henke. e in seguito dalla rivista The New Libertarian. fondata nell'aprile del 2005.
Dale Franks lo descrive come: 
"Un impegno per l'universalità della libertà, che il Governo non può legittimamente sottrarre dai propri diritti naturali. 
La gente in terre straniere hanno gli stessi diritti naturali come la gente nella casa accanto, il neo-libertarismo trova i modi più pratici per porre termine alle violazioni contro la libertà di coloro tutto il mondo, compreso l'uso della forza se necessario, proprio come noi avrebbe usato la polizia locale e dei tribunali per fermare le violazioni della libertà porta accanto.
Detto in altro modo: Gli individui sono l'unica unità moralmente significativa dell'economia politica. 
Gli individui sono impregnati di libertà infinita circoscritto solo i diritti degli altri per non essere costretti o defraudati. 
Il diritto dell'umanità è centrale il diritto di resistere a un aggressore, anche se non sono la vittima".
I neolibertari comunque erano già presenti come corrente politica ben prima del 2005 circa il loro schierarsi su tematiche non in linea con il resto delle correnti libertarie americane in seguito agli attacchi terroristici dell'11 settembre 2001 e alla guerra in Iraq.
In particolare i neolibertari sono contrari alle politiche e ai contenuti seguiti dal Partito Libertario da loro ritenuto marginale culturalmente e irrilevante politicamente. rispetto al Partito Repubblicano da loro ritenuto (nonostante la necessità di un suo rinnovamento fusionista interno) il partito di riferimento per poter far emergere le loro idee politiche.
Alcune celebrità neolibertarie sono i conduttori radiofonici Larry Elder, Neal Boortz e il comico Dennis Miller.
Tra i principali personaggi intellettuali della cultura aderenti a tale corrente bisogna ricordare: Rudolph J. Rummel, P.J. O'Rourke, Randy Barnett e Sam Wells.

## Politica interna
I neolibertari si basano sui seguenti principi in politica interna:
- La scelta che massimizza la libertà personale è la scelta migliore.
- La scelta politica che offre la quantità minima di intervento governativo o regolamentare necessario è la scelta migliore;
- La scelta politica razionale basata sugli incentivi basati sul mercato è la scelta migliore;[2]

Secondo i neolibertari il governo federale dovrebbe occuparsi solo di questioni difensive, lasciando ogni altra questione alle singole amministrazioni politiche locali, alle comunità e agli individui.
La politica interna è un settore in cui neolibertari e i neoconservatori non concordano completamente tra loro.
Laddove i neoconservatori sostengono la costruzione di governi interni fortemente democratici, i neolibertari sono invece interessati a lasciare libertà individuali, tra cui il capitalismo di libero mercato
Inoltre a differenza dei neoconservatori, sostengono la necessità di un governo consensuale che non sia solo democratico ma anche liberale classico.
Dale Franks nota come: "La democrazia è un metodo meraviglioso per accertare quello che la gente vuole, e selezionando i leader di realizzare la volontà del popolo. Non è, tuttavia, in sé per sé, un modo particolarmente positivo per garantire al popolo ciò che esso vuole e cosa sia giusto".
I neolibertari giustificano la loro vicinanza alle tesi nazionaliste favorevoli al ruolo del Governo americano attraverso la formula del "governo consensuale", ovvero di un governo direttamente nominato dai cittadini e avente una chiara impronta liberale classica di tipo miniarchica.
I neolibertari incorporano quindi la libertà personale ed economica a quella politica come antidoto alla deriva totalitaria e statalista dei neoconservatori.
Tali tesi pro-governative vengono comunque criticate dalle altre correnti libertarie americane in quanto giudicate incoerente anche con il concetto "utopico" di Governo/Stato minimo di Robert Nozick citato retoricamente dai neolibertari, in funzione dell'operato e dell'azione del governo stesso anche nella realtà (teso inevitabilmente ad espandersi).
Inoltre alcuni gruppi come gli agoristi o i "left" libertari giudicano di fatto la democrazia e il sistema decisionale maggioritario nelle sue funzioni come una falsa forma di consenso e di rappresentanza delle istanze degli individui smentendo qualsiasi ipotesi di consensualità nel Governo.
I neolibertari ribattono che la libertà politica ed economica sono naturalmente complementari e si rafforzano reciprocamente.

## Politica estera
In politica estera, i neolibertari si caratterizzano per: 
- Una politica di diplomazia che promuove governi consensuali e i diritti umani e si oppone alla dittatura.
- Una politica che usa la forza militare degli Stati Uniti unicamente a discrezione degli Stati Uniti, ma solo nel caso in cui gli interessi americani siano colpiti direttamente.[2]

Il neolibertarismo riprende molto l'idealità politica di personaggi repubblicani libertari come Barry Goldwater e neoconservatori come Ronald Reagan, George H. W. Bush e George W. Bush pur limitandola ad una visione prettamente patriottica legata ai soli interessi americani.
I neolibertari non concordano circa le risposte non-interventiste del Partito Libertario e del movimento libertario americano nelle sue varie correnti circa la guerra al terrorismo e l'invasione americana dell'Iraq viste come una missione morale per la libertà degli americani e per garantire le libertà alle altre popolazioni.
Essi ritengono che la migliore forma di governo nazionale sia quella in cui lo Stato promuova la libertà (il libero mercato e libertà civili) non rinunciando a forti politiche di difesa nazionale, compreso l'uso di impegni militari preventivi solo se è contro una minaccia per la libertà e un pericolo per la nazione.
A livello politico tra gli esponenti del neolibertarismo più noti vi è Michele Bachmann mentre Rand Paul inizialmente accostato a tale corrente durante le primarie del 2010 in seguito una volta eletto senatore ha proposto una serie di tagli economici al bilancio della difesa americana come aiuti di appoggio strategico ad Israele smentendo tali voci e collocandolo nel filone del conservatorismo costituzionale.
Le altre correnti libertariane isolazioniste e non interventiste li hanno più volte ridenominati "liberventionist" unendo le parole libertari e interventisti.

## Le polemiche tra il neolibertarismo e il libertarismo americano
Il neolibertarismo è una corrente del libertarianismo che trova forti incompatibilità con le altre correnti libertarie americane, molto spesso i membri che appartengono al neolibertarismo fanno fatica a distinguersi dai neoconservatori e dalle tesi portate avanti dagli esponenti conservatori più militaristi o "neoliberisti reaganiani" impedendo una loro facile indicazioni di provenienza ideologica se non in merito alle posizioni sulla politica estera e sulla situazione internazionale.
L'iniziativa editoriale neolibertaria della rivista The New Libertarian è stata analizzata e pungentemente criticata dalla rivista libertaria Reason.com in alcuni suoi editoriali in quanto ritenuta un tentativo se non di manipolazione della cultura libertaria mainstream quantomeno di imitazione dei toni e degli slogan della stessa rivista Reason.
Infatti se Reason si richiama allo slogan "Free Minds and Free Markets", la rivista The New Libertarian si richiama a "Free Markets, Free People".
Il neolibertarismo non va nemmeno confuso culturalmente e politicamente con l'agorismo (un'altra corrente del libertarianismo americano) in virtù del titolo del manifesto teorico di quest'ultima The New Libertarian Manifesto di Samuel Edward Konkin III.

### Le polemiche tra neolibertari e paleolibertari
I neolibertari pur facendo parte delle correnti del libertarianismo e del conservatorismo americano non rientrano né nel paleolibertarismo né nel paleoconservatorismo.
L'attivismo politico è in generale una caratteristica comune dei neolibertari anche se alcuni si considerano pragmatici e non idealisti quanto gli altri libertari (in particolare i paleolibertari per il loro isolazionismo).
Sempre secondo Franks: "... Significa fare un impegno politico per combattere le frodi nel modo più efficace e morale possibile, a differenza dei paleo-libertari che trattano solo parole e pensieri, il neo-libertarismo si impegna ad ampliare la libertà dal mondo retorico al reale mondo. È la differenza tra il dire qualcosa per la libertà e fare qualcosa per la libertà".
Una critica comune ai neolibertari da parte delle altre correnti libertarie americane è che le loro convinzioni di base contengono in sé una contraddizione: come può un governo forte e interventista risolvere i problemi all'estero senza per questo cercare di "risolvere" i problemi a casa?.
Storicamente, non ci sono noti esempi di uno Stato con il governo "attivista" all'estero e limitato sul suo suolo nazionale.
I neolibertari sono soliti rispondere a questa critica dicendo che supportano solo gli impegni militari che eliminino gli ostacoli al capitalismo e al governo consensuale solo nelle situazioni più "estreme" cioè, dove gli interessi americani sono colpiti direttamente.
Nonostante tali dichiarazioni, Randy Barnett ha giustificato pubblicamente la guerra in Iraq di George W. Bush attaccando pubblicamente le posizioni non-interventiste del libertario Ron Paul.
I paleolibertari ma più in generale i libertari non-interventisti ritengono sbagliate le affermazione di Barnett, non in linea con il resto del libertarianismo americano, condannando tali tesi neolibertarie e le operazioni militari pubblicamente sostenute da questi ultimi.
I neolibertari ribattono che una politica di neutralità o isolazionismo sia in alcuni casi contraria o in antitesi con gli interessi americani e controproducente per garantire la diffusione sia della governance consensuale che del capitalismo di libero mercato.
Gli altri libertari citando spesso Randolph Bourne ricordano come: "La guerra è la salute dello Stato."
I neolibertari in politica estera si identificano con il Governo americano e credono che la guerra davanti ad una minaccia esistenziale per la nazione sia una ratio da adottare qualora tale minaccia coinvolga gli Stati Uniti direttamente anche se non si è subito una aggressione diretta o dichiarata da parte di questa (il che non la ridurrebbe entro i canoni della legittima difesa e più in generale del principio di non aggressione visto come moralmente accettabile anche da parte degli altri libertari).
Essi negano che esista una qualche responsabilità o immoralità nel lottare al contempo per la libertà personale e per il governo consensuale.

## Sviluppi recenti
Gli insuccessi in politica estera dell'amministrazione George Bush Jr in termini di consensi interni negli Stati Uniti, le aspre critiche interne nate in seno anche al Partito Repubblicano e nel filone libertario sui recenti interventi bellici degli Stati Uniti in Medioriente hanno fatto sì che molti appartenenti al neolibertarismo abbiano rinunciato a definirsi pubblicamente con tale etichetta di "neolibertari", preferendo definirsi come "Repubblicani patriottici" o "libertari realisti".
A seguito dell'insediamento dell'amministrazione americana di Barack Obama e al protrarsi delle missioni militari estere, il neolibertarismo ha perso molto consenso dato che non viene più interpretato come una forma di sostegno all'operato Repubblicano, ma sempre più come una forma di giustificazionismo potenziale a favore delle inadempienze elettorali dei liberal Democratici sul piano pratico in politica estera.
Questo crollo del movimento neolibertario deriva anche dal boicottaggio politico e culturale adottato da parte delle altre correnti libertarie americane nei loro confronti (ritenendoli dei "finti libertari", dei "guerrafondai" o dei "neocon travestiti"), il neolibertarismo ha subito una profonda crisi di credibilità pubblica anche a seguito della campagna presidenziale americana del 2008 di Ron Paul (da loro in precedenza messo sotto accusa per le sue posizioni in politica estera) e al suo numeroso seguito personale post-elettorale anche in questi anni sulla rete e nei media americani.
Le recenti dichiarazioni del presidente del Comitato Nazionale del Partito Repubblicano, Michael Steele sulla condotta della guerra afghana da parte di Obama in sostegno alle tesi non interventiste di Ron Paul hanno ulteriormente indebolito i neolibertari ponendo sempre più le loro tesi in stretta analogia con il pensiero neocon.

## Esponenti importanti
- Neal Boortz
- Randy Barnett
- Larry Elder
- Dale Franks
- Jonathan Henke
- P.J. O'Rourke